# 卡蒂察·伊莱什
卡蒂察·伊莱什（1946年3月30日—），克罗地亚女子手球运动员。她曾代表南斯拉夫国家队参加1980年夏季奥林匹克运动会手球比赛，获得一枚银牌。